# 亞貝洛
亞貝洛（Yabelo、Yavello、Iavello或Obda）是埃塞俄比亞南部的小鎮，位於奧羅米亞州，座標4°53′N 38°5′E / 4.883°N 38.083°E，海拔1,857米。根據埃塞俄比亞中央統計局2005年人口普查的資料，亞貝洛人口約18,478，其中男性9,551人，女性8,927人。